# Regering-De Broqueville IV
De regering-De Broqueville IV (17 december 1932 - 12 juni 1934) was een Belgische regering. Het was een coalitie tussen de Katholieke Partij (80 zetels) en de Liberale Partij (24 zetels).

## Verloop
Op 18 oktober 1932 nam premier Jules Renkin, onder druk van koning Albert I, ontslag. Hierna nam de meer ervaren Charles de Broqueville de leiding over om het land door de Grote Depressie te loodsen. Ten laatste in mei 1933 moesten er parlementsverkiezingen plaatsvinden. De Broqueville ontbond meteen het parlement en schreef verkiezingen uit voor 27 november 1932. De katholieken en de socialisten kwamen gesterkt uit de verkiezingen, terwijl de liberalen verloren. De socialisten weigerden regeringsdeelname, waarna de katholieken en liberalen hun regering dus verderzetten. Gezien de economische situatie moest deze snel opnieuw aan de slag.  Op 17 december 1932 ontstond er deze herschikte regering. Om de liberalen tevreden te stellen werd het Ministerie van Kunsten en Wetenschappen veranderd in het Ministerie van Openbaar Onderwijs.  Met de wet van 30 december 1932, de wet van 17 mei 1933 en de wet van 31 juli 1934 krijgt de regering telkens bijzondere machten om noodzakelijke drastische maatregelen te nemen.  Tijdens deze regering overleed ook op 17 februari 1934 koning Albert I; op 23 februari 1934 legde koning Leopold III de eed af.

## Samenstelling
De regering-De Broqueville IV telde 12 ministers: 7 voor de katholieken en 5 voor de liberalen.
| Ambtsbekleder                                | Ambtsbekleder                      | Ambtsbekleder                      | Functie                                                 | Termijn                            | Partij          |
| -------------------------------------------- | ---------------------------------- | ---------------------------------- | ------------------------------------------------------- | ---------------------------------- | --------------- |
|                                              |                                    | Charles de Broqueville (1860-1940) | Eerste Minister                                         | 17 december 1932 - 12 juni 1934    | Katholieke Unie |
|                                              |                                    | Paul Hymans (1865-1941)            | Minister Buitenlandse Zaken                             | 17 december 1932 - 12 juni 1934    | Liberale Partij |
|                                              |                                    | Paul-Emile Janson (1872-1944)      | Minister Justitie                                       | 17 december 1932 - 12 juni 1934    | Liberale Partij |
|                                              |                                    | Henri Carton de Wiart (1869-1951)  | Minister Sociale Voorzorg en Volksgezondheid            | 17 december 1932 - 10 januari 1934 | Katholieke Unie |
|                                              |                                    | Prosper Poullet (1868-1937)        | Minister Binnenlandse Zaken                             | 17 december 1932 - 10 januari 1934 | Katholieke Unie |
| Minister Posterijen, Telegrafie en Telefonie | 17 december 1932 - 10 januari 1934 | Prosper Poullet (1868-1937)        |                                                         |                                    | Katholieke Unie |
|                                              |                                    | Henri Jaspar (1870-1939)           | Minister Financiën                                      | 17 december 1932 - 12 juni 1934    | Katholieke Unie |
|                                              |                                    | Maurice August Lippens (1875-1956) | Minister Openbaar Onderwijs                             | 17 december 1932 - 12 juni 1934    | Liberale Partij |
|                                              |                                    | Gustave Sap (1886-1940)            | Minister Openbare Werken                                | 17 december 1932 - 12 juni 1934    | Katholieke Unie |
| Minister Landbouw en Middenstand             | 17 december 1932 - 10 januari 1934 | Gustave Sap (1886-1940)            |                                                         |                                    | Katholieke Unie |
| Minister Landbouw                            | 10 januari 1934 - 12 juni 1934     | Gustave Sap (1886-1940)            |                                                         |                                    | Katholieke Unie |
|                                              |                                    | Philip Van Isacker (1884-1951)     | Minister Nijverheid en Arbeid                           | 17 december 1932 - 10 januari 1934 | Katholieke Unie |
| Minister Arbeid en Sociale Voorzorg          | 10 januari 1934 - 12 juni 1934     | Philip Van Isacker (1884-1951)     |                                                         |                                    | Katholieke Unie |
|                                              |                                    | Pierre Forthomme (1877-1959)       | Minister Verkeerswezen                                  | 17 december 1932 - 12 juni 1934    | Liberale Partij |
|                                              |                                    | Albert Devèze (1881-1959)          | Minister Landsverdediging                               | 17 december 1932 - 12 juni 1934    | Liberale Partij |
|                                              |                                    | Paul Tschoffen (1878-1961)         | Minister Koloniën                                       | 17 december 1932 - 12 juni 1934    | Katholieke Unie |
|                                              |                                    | Hubert Pierlot (1883-1965)         | Minister Binnenlandse Zaken                             | 10 januari 1934 - 12 juni 1934     | Katholieke Unie |
|                                              |                                    | Frans Van Cauwelaert (1880-1961)   | Minister Nijverheid, Middenstand en Binnenlandse Handel | 10 januari 1934 - 12 juni 1934     | Katholieke Unie |
| Minister Posterijen, Telegrafie en Telefonie | 10 januari 1934 - 12 juni 1934     | Frans Van Cauwelaert (1880-1961)   |                                                         |                                    | Katholieke Unie |

## Herschikkingen
- Op 10 januari 1934 nam Henri Carton de Wiart (katholiek) ontslag als minister van Sociale Voorzorg en Volksgezondheid en Prosper Poullet (katholiek) nam ontslag als minister van Binnenlandse Zaken. Hubert Pierlot (katholiek) werd minister van Binnenlandse Zaken en Frans Van Cauwelaert (katholiek) werd minister van Nijverheid, Middenstand en PTT. Philip Van Isacker (katholiek) werd minister van Arbeid en Sociale Voorzorg.